# Ventanas (canton)
Ventanas est un canton d'Équateur situé dans la province de Los Ríos.